# Rivière Eaton Nord
Rivière Eaton Nord är ett vattendrag i Kanada.   Det ligger i provinsen Québec, i den sydöstra delen av landet, 300 km öster om huvudstaden Ottawa.
Omgivningarna runt Rivière Eaton Nord är en mosaik av jordbruksmark och naturlig växtlighet. Runt Rivière Eaton Nord är det ganska glesbefolkat, med 38 invånare per kvadratkilometer.